# 유창준 (다이빙 선수)
유창준(1981년 7월 20일~)은 대한민국의 다이빙 선수로, 2000년 하계 올림픽에 참가했다.